# Георгій Папунашвілі
Георгій Папунашвілі (груз. გიორგი პაპუნაშვილი, нар. 21 червня 1993) — грузинський футболіст, півзахисник клубу «Реал Сарагоса».
Виступав, зокрема, за клуб «Динамо» (Тбілісі), а також національну збірну Грузії.
Чемпіон Грузії. Дворазовий володар Кубка Грузії.

## Клубна кар'єра
Народився 21 червня 1993 року. Вихованець футбольної школи клубу «Динамо» (Тбілісі). Дорослу футбольну кар'єру розпочав 2013 року в основній команді того ж клубу, в якій провів чотири сезони, взявши участь у 64 матчах чемпіонату. У складі тбіліського «Динамо» був одним з головних бомбардирів команди, маючи середню результативність на рівні 0,41 голу за гру першості.
Протягом 2015—2016 років захищав кольори команди клубу «Вердер» II.
До складу клубу «Реал Сарагоса» приєднався 2017 року. Станом на 20 червня 2019 року відіграв за клуб з Сарагоси 41 матч в національному чемпіонаті.

## Виступи за збірні
Взяв участь у 17 іграх у складі юнацької збірної Грузії, відзначившись 6 забитими голами.
Протягом 2014–2017 років залучався до складу молодіжної збірної Грузії. На молодіжному рівні зіграв у 7 офіційних матчах, забив 2 голи.
У 2014 році дебютував в офіційних матчах у складі національної збірної Грузії.

## Титули і досягнення
- Чемпіон Грузії (1):

«Динамо» (Тбілісі): 2013-2014
- Володар Кубка Грузії (2):

«Динамо» (Тбілісі): 2013-2014, 2014-2015
- * Володар Суперкубка Грузії (2):

«Динамо» (Тбілісі): 2013-2014